# Tillandsia macbrideana
Tillandsia macbrideana är en gräsväxtart som beskrevs av Lyman Bradford Smith. Tillandsia macbrideana ingår i släktet Tillandsia och familjen Bromeliaceae.

## Underarter
Arten delas in i följande underarter:
- T. m. atroviolacea
- T. m. longifolia
- T. m. longispica
- T. m. macbrideana
- T. m. major